# Mary Kelly
Mary Martha Young Kelly (Southfield, 7 giugno 1851 – Long Beach, 30 dicembre 1964) è stata una supercentenaria statunitense che detenne il titolo di decana dell'umanità dal 9 ottobre 1960, a seguito della morte dello statunitense 111enne Robert Alexander Early, fino alla sua stessa morte, avvenuta all'età di 113 anni e 206 giorni. All'epoca era la seconda persona più longeva di sempre la cui età fosse stata documentata, essendo deceduta a soli otto giorni dall'età finale di Delina Filkins (1815-1928, vissuta 113 anni e 214 giorni). Kelly fu inoltre la persona più longeva della storia del Michigan fino al 2000, anno in cui Maude Farris-Luse superò la sua età finale (arrivando poi a 115 anni); si trattò inoltre della terza persona al mondo in ordine di tempo ad aver raggiunto ufficialmente l'età di 113 anni, dopo Delina Filkins e Betsy Baker.

## Biografia
Mary Kelly nacque il 7 giugno 1851 a Southfield, nella contea di Oakland, nel Michigan, figlia di John A. Young; nel 1873 la donna sposò Albert Kelly, che morì a soli 34 anni, nel 1880, per un incidente con un mulino a vento nella contea di Clinton, nell'Iowa; Mary Kelly rimase poi vedova fino alla sua morte, per ben 84 anni. La coppia aveva avuto tre figli.
Mary Kelly amava leggere, ma fu costretta a smettere all'età di 108 anni per via dell'indebolimento della vista. All'età di 106 anni aveva dichiarato di non sentirsi vecchia, diversamente da come la gente era solita considerarla. Sempre a 106 anni, dopo aver vissuto sempre in completa autonomia, si trasferì nella casa di riposo Long Beach General Hospital. All'età di 110 anni, Mary Kelly appariva allegra e positiva, seppure trascorresse dormendo la maggior parte del proprio tempo.